# 道の駅なんごう (宮崎県)
道の駅なんごう（みちのえき なんごう）は、宮崎県日南市南郷町贄波にある国道448号の道の駅である。

## 概要
日南海岸国定公園のほぼ中央に位置し、日向灘を望む海岸線は無類の景勝地で、近隣に国内有数の県亜熱帯作物支場、有用植物園が存在する。
また国内有数のジャカランダの群生地であり、毎年6月上旬から開催される「ジャカランダ祭り」が有名。
2016年4月から株式会社南郷包装に指定管理者が変わり、施設改修を経て、2016年4月26日にリニューアルオープンした。
とるぱ（番号45-0009）に指定されている。

## 施設
- 駐車場
  - 普通車：18台
  - 大型車：2台
  - 身障者用：2台
- トイレ
  - 男：大 3器（2器）、小 6器（5器）
  - 女：6器（5器）
  - 身障者用：2器（1器）

※（）内は、24時間利用可能
- 公衆電話
- 公衆FAX
- レストラン（10:00 - 16:00） 洋食和食を中心に構成
- 物産館（8:00 - 18:00） 日南産の柑橘類が年中販売されており、地元産マンゴーは4月下旬から出回る
- 公園（植物園）（9:00 - 17:00）

## 休館日
- 不定休

## アクセス
- 国道448号 日南市内より南へ約15km

## 周辺
- 日南海中公園
- 栄松海水浴場